# Joe Barry
Joe Barry (* 13. Juli 1939 als Joseph Barrios in Cut Off, Louisiana; † 31. August 2004 in Cut Off) war ein US-amerikanischer Popmusik-Sänger, der während der 1950er bis zu den 1970er Jahren Schallplatten veröffentlichte.

## Musikalische Laufbahn
Joseph Barrios wuchs mit seiner der frankophone Bevölkerungsgruppe Cajun zugehörigen Familie im Süden Louisianas auf. Er begann in den späten 1950er Jahren bei lokalen Schallplattenlabels Songs zu veröffentlichen. Eine Single nahm er 1960 unter dem Namen Roosevelt Jones wie stets auch später in englischer Sprache bei Som Record in Houston auf. Seine folgenden Schallplatten wurden unter seinem verkürzten Namen Joe Barry veröffentlicht. Zwischen 1960 nahm er bei dem in Louisiana ansässigen Label Jin drei Singles auf.
1961 wechselte er zu Smash Records. Dort wurden im April 1961 die schon bei Jin erschienenen Titel I’m a Fool to Care und I Got a Feeling erneut veröffentlicht. Während die Jin-Single unbeachtet geblieben war, wurde der Song I’m a Fool to Care im Mai 1961 vom US-Musikmagazin Billbord in die Hot 100 aufgenommen. Dort stieg er bis zum Platz 24 auf, während er in den Rhythm-and-Blues-Charts sogar Rang 15 erreichte. Die Platte wurde über eine Million Mal verkauft und mit der Goldenen Schallplatte ausgezeichnet. I’m a Fool to Care wurde auch in Großbritannien veröffentlicht und erreichte dort Platz 49. Auch die Titel Teardrops in My Heart und For You Sunshine erschienen sowohl bei Jin als auch bei Smash. Die A-Seite der Smash-Single Teardrops in My Heart kam ebenfalls in die Hot 100 und hatte dort seinen Bestwert auf Platz 63.
Nach fünf Singles bei Smash veröffentlichte Barry ab 1962 seine Platten bei Princess Records in Pasadena (Texas). Auch dort kam es zu fünf Single-Produktionen, die ebenso wenig wie die nachfolgenden Platten bei Sho-Biz und Nugget Erfolg hatten. Von Nugget trennte sich Barry im Streit und heuerte 1970 auf einer Ölplattform an. Erst 1975 kehrte er in die Musikszene zurück, nahm eine Single bei Crazy Cajun auf und veröffentlichte zwei Langspielplatten mit Country-Songs (1977 bei ABC Records) bzw. Gospels (1980). Danach zwangen Barry gesundheitliche Probleme, sich erneut aus dem Musikgeschäft zurückzuziehen. 2003 kam sein letztes Album Been Down that Muddy Road heraus. Ein Jahr später starb er 65-jährig in seinem Geburtsort Cut Off.

## US-Diskografie

### Vinyl-Singles
| A/B-Seite                                                      | Katalog-Nr.               | Veröffentlichung |
| -------------------------------------------------------------- | ------------------------- | ---------------- |
|                                                                | Som (als Roosevelt Jones) |                  |
| I Say! That’s Allright / Any Old Time                          | 1005                      | 1960             |
|                                                                | Jin                       |                  |
| Greatest Moment of My Life / Heart Broken Love                 | 132                       | 1960             |
| I’m a Fool to Care / I Got a Feeling                           | 144                       | 1960             |
| Teardrops in My Heart / For You Sunshine                       | 152                       | 1961             |
|                                                                | Smash                     |                  |
| I’m a Fool to Care / I Got a Feeling                           | 1702                      | April 1961       |
| Teardrops in My Heart / For You Sunshine                       | 1710                      | Juli 1961        |
| You Don´t Have to Be a Baby to Cry / Till The End of the World | 1727                      | November 1961    |
| Little Papoose / Why Did You Say Goodbye                       | 1745                      | Februar 1962     |
| Just Because / Little Jewel of the Veaux Carre                 | 1762                      | Mai 1962         |
|                                                                | Princess                  |                  |
| Little Papoose / Why Did You Say Goodbye                       | 4005                      | 1962             |
| Little Jewel of the Vieux Carre / Just Because                 | 4010                      | 1962             |
| Four Leaf Clover / Is It Wrong                                 | 4014                      | 1963             |
| Bouquet of Roses / You Belong to My Heart                      | 1420                      | 1963             |
| Every Morning, Noon and Night / Yonder Comes a Sucker          | 4027                      | Dezember 1963    |
|                                                                | Sho-Biz                   |                  |
| I Can’t Do Without You / Can’t Live With You                   | 2001                      | 1964             |
| Try Rock 'N´ Roll / Secret Love                                | 2003                      | 1965             |
|                                                                | Nugget                    |                  |
| Today I Started Loving You Again / California Bound            | 1023                      | Juli 1968        |
| Ode to a Woman / Chantilly Lace                                | 1027                      | 1969             |
| Always / I’m Feeling Blue Again                                | 1034                      | 1970             |
|                                                                | Crazy Cajun               |                  |
| Today I Started Loving You Again / Three’s A Crowd             | 2008                      | 1975             |

### Langspielplatte
- 1977: Joe Barry (ABC Records 2085)